# Citi Zēni
Citi Zēni (latvijska izgovarjava: [ˈtsiti ˈzæːni]) je latvijska pop skupina, ki jo trenutno sestavlja šest članov. Latvijo so zastopali na tekmovanju za Pesem Evrovizije 2022 s pesmijo »Eat Your Salad«.

## Zgodovina
Skupino Citi Zēni so ustanovili marca 2020. Leta 2021 je skupina izdala svojo prvo pesem »Suņi Iziet Ielās«. Leta 2022 se je skupina prijavila na Supernovo 2022 s pesmijo »Eat Your Salad«. Skupina se je uvrstila v finale, v katerem je zmagala. Tako so postali predstavniki Latvije na tekmovanju za pesem Evrovizije 2022.

## Člani skupine
- Jānis Pētersons – vokal [5]
- Dagnis Roziņš – vokal, saksofon [5]
- Reinis Višķeris – klaviature [5]
- Krišjānis Ozols – kitara [5]
- Roberts Memmēns – bas, vokal [5]
- Toms Kagainis – bobni [5]

## Diskografija

### Studijski albumi
- »Suņi Iziet Ielās« (2021)

### Pesmi
- »Vienmēr Kavēju« (2020)
- »Parādi Kas Tas Ir« (2020)
- »Suņi Iziet Ielās« (2021)
- »Skaistās Kājas« (2021)
- »Eat Your Salad« (2022)